# Herbert Art Gallery and Museum
Herbert Art Gallery & Museum (conosciuto come The Herbert) è un museo, una galleria d'arte, un archivio storico, un centro di apprendimento, un centro multimediale e una struttura per le arti creative con sede a Coventry.

## Panoramica
Il museo prende il nome da Sir Alfred Herbert, un industriale e filantropo di Coventry le cui donazioni hanno consentito l'apertura dell'edificio originale nel 1960. La costruzione è iniziata nel 1939, interrotta a causa della Seconda guerra mondiale, ed è stato inaugurato nel 1960.
L'Herbert è gestito da Culture Coventry, un ente di beneficenza riconosciuto, e l'ingresso è gratuito. Trae sostegno finanziario da donazioni, vendite presso il bookshop del museo e affitto degli spazi. Nel triennio 2008-2010 è stato visto da più di 1 000 000 di visitatori, rendendolo una delle maggiori attrazioni turistiche delle Midlands Occidentali.

## Storia
I musei di Coventry prima dell'Herbert includevano il museo della Coventry City Guild e il Benedictine Museum, aperto da John Bailey Shelton negli anni trenta del XX secolo.
Poiché le raccolte d'arte e museali di Coventry erano suddivise in vari edifici il Coventry City Council acquisì un'area di mezzo acro. Nel 1938 il filantropo Sir Alfred Herbert fece una donazione di 100 000 sterline per la costruzione del nuovo museo. I lavori di costruzione dell'edificio iniziarono l'anno successivo su progetto dell'architetto Albert Herbert, cugino di Sir Alfred. La distruzione della città conseguente al Bombardamento di Coventry (1940) portò alla sospensione dei lavori. L'economia postbellica comportò che gli sforzi per la ricostruzione venissero concentrati nelle periferie e il completamento del primo edificio venne rinviato.
Un nuovo progetto venne presentato nel 1952 dallo studio di architettura Albert Herbert & Son e nel maggio 1954 fu posata la prima pietra da Sir Alfred Herbert, che donò altre 100 000 sterline. Sir Alfred Herbert morì il 26 maggio 1957 e il museo che porta il suo nome fu inaugurato il 9 marzo 1960 da Lady Marian Herbert, sua terza moglie.
La prima fase della ristrutturazione è stata completata nel 2005 con un investimento di 3 000 000 di sterline dal Coventry City Council, dall'Advantage West Midlands e dal Fondo europeo di sviluppo regionale.
Nel corso dei lavori di ristrutturazione si ritenne che il dipinto Trionfo di Bacco e Arianna dell'artista seicentesco Luca Giordano fosse troppo grande e fragile per essere spostato; la tela, 3020 mm x 5825 mm, venne rinchiusa nel 2005 e per tre anni quotidianamente monitorati temperature e vibrazioni.
La seconda fase della ristrutturazione, su progetto dello studio Pringle Richards Sharratt Architects, iniziò nell'agosto 2006 e terminò nel novembre 2008, per un costo di 13 200 000 sterline.
Alla riapertura The Herbert era dotato di un nuovo ingresso su Bayley Lane, con una nuova copertura di vetro di 500 m², caffetteria, bookshop, strutture per l'istruzione, la formazione professionale, i media digitali, le informazioni artistiche, ulteriori spazi per mostre temporanee, strutture per la conservazione dei documenti e l'archivio storico della città.
Nel 2010 l'Herbert ha vinto il Guardian Family Friendly Museum Award, assegnato dalle famiglie per iniziativa del quotidiano The Guardian.
Ulteriori lavori sono stati fatti per il miglioramento dell'impronta di carbonio e la riqualificazione delle sale che ospiteranno le manifestazioni a seguito della designazione di Coventry Città della Cultura del Regno Unito per il 2021.

## Collezioni
Le collezioni permanenti sono composte da arti visive (quadri, sculture, acquerelli, disegni), archeologia, storia locale e storia naturale.
La raccolta dei grandi maestri è composta da quadri di pittori britannici ed europei tra il XVI e il XX secolo. Parecchie di queste opere erano conservate in St Mary's Guildhall. I più famosi sono:
- Trionfo di Bacco e Arianna di Luca Giordano (1675-77)
- Re Giorgio III di Sir Thomas Lawrence (1792)
- The Porter and the Hare di Johann Zoffany (1768 ca.)
- Selling Fish di George Morland (1799 ca.).

Una sezione è dedicata a Lady Godiva (Discover Godiva) ed è costituita da quadri a lei dedicati, da reperti dell'XI secolo e da film a tema. Le tele più famose sono:
- Godiva di Adam van Noort (1586), ritenuto il quadro più antico di Lady Godiva[14]
- Lady Godiva di Marshall Claxton (1850)
- The Lady Godiva Procession of 1829, Coventry  di David Gee (1861)
- Lady Godiva's Prayer di Edwin Landseer (1865)
- Godiva di John Collier (1898 ca.)

La Galleria storica è dedicata alla storia di Coventry dal 1450 al presente.
La sezione "Pace e Riconciliazione" testimonia il ruolo di Coventry Città della pace. Tra gli oggetti in mostra Interior of Coventry Cathedral, 15 November 1940 dipinto da John Piper a ridosso del bombardamento della città.
La collezione archeologica conserva reperti cha vanno dall'Età del bronzo al periodo Tudor.
La collezione di storia naturale è formata da circa 180.000 reperti: rocce e minerali, animali impagliati, scheletri di animali, conchiglie marine, farfalle e falene.
Le collezioni di storia sociale e industriale riguardano i vari aspetti della vita a Coventry, come la lavorazione della seta dagli inizi del 1700 al 1860, i disegni su seta intrecciata di Thomas Stevens, gli abiti femminili dal 1800 al 1920, gli orologi, bambole e giochi in generale.
L'archivio storico è costituito da manoscritti (il più antico risale al 1182), una lettera di Elisabetta I d'Inghilterra al sindaco di Coventry (1569), una lettera di Anna Bolena al sindaco di Coventry (1533), il Leet Book che riporta la cronaca di Coventry dal 1420 al 1555, copia dei quotidiani locali dal 1747, libri e pubblicazioni di carattere locale. Una sezione è riservata alla scrittrice George Eliot che a Coventry trascorse gli anni quaranta del XIX secolo, frequentando i circoli della città e collaborando con il "Coventry Herald".
Il museo ospita anche mostre temporanee.

## Galleria d'immagini

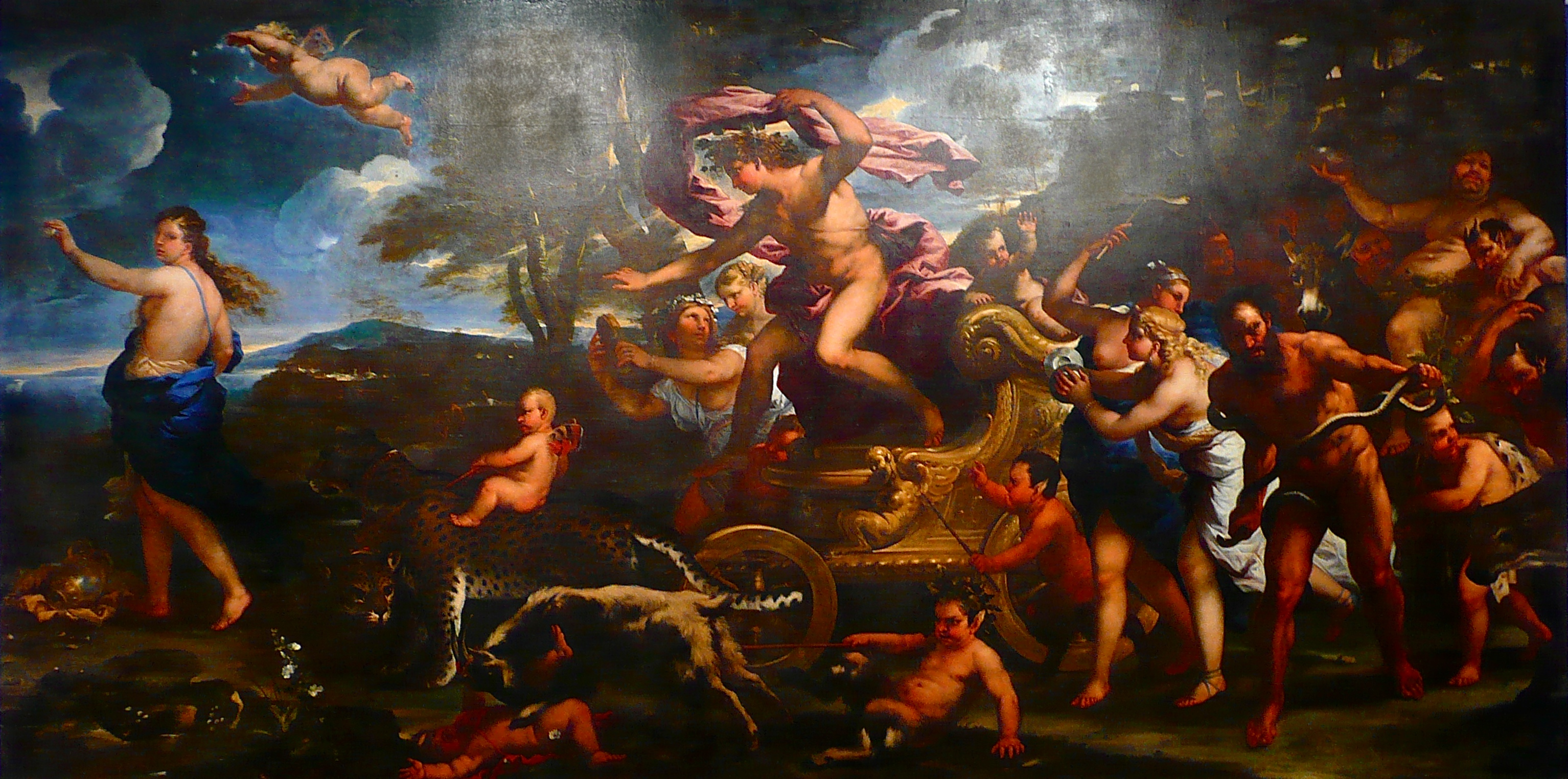
Trionfo di Bacco e Arianna di Luca Giordano
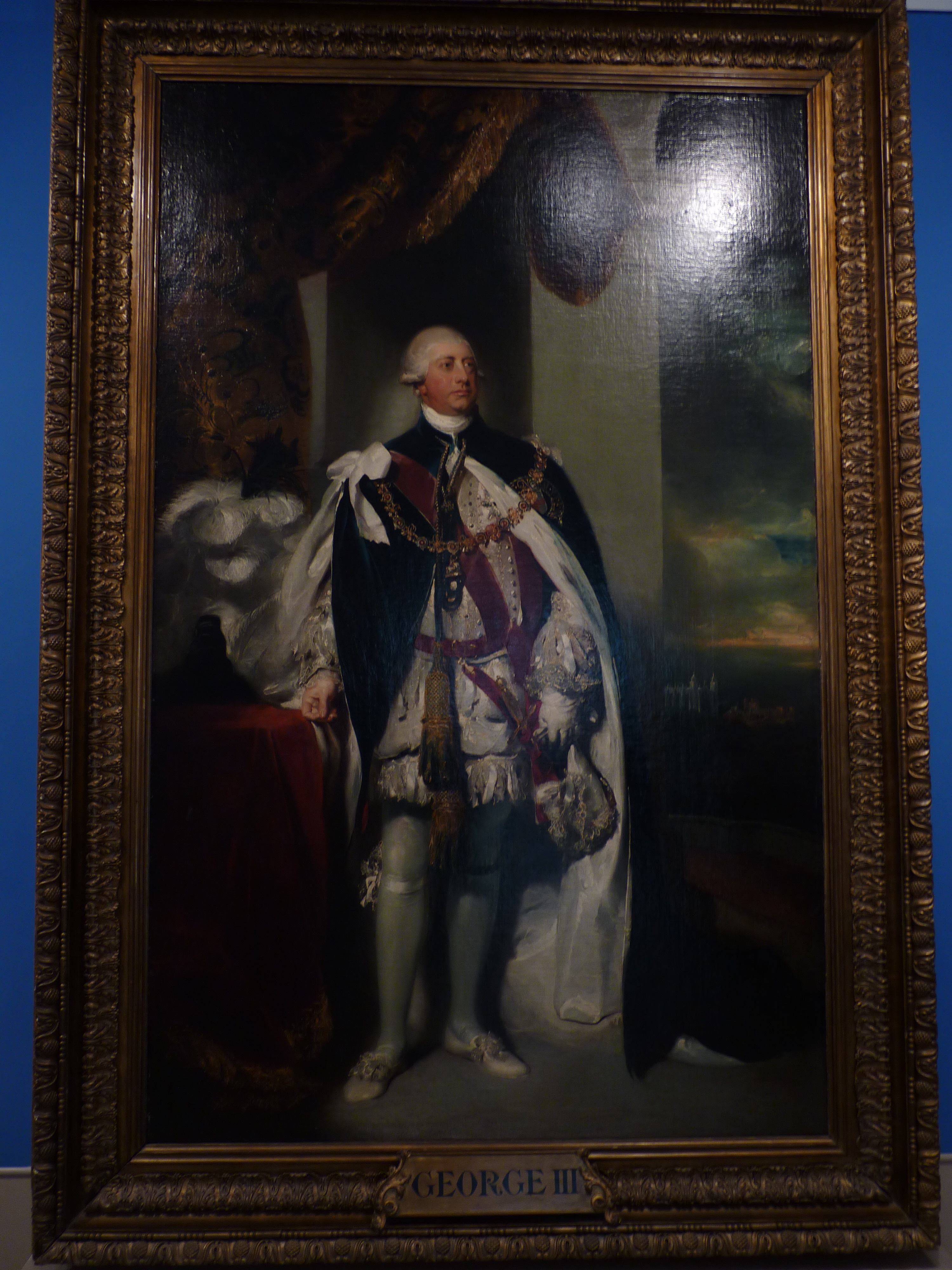
Re Giorgio III di Sir Thomas Lawrence
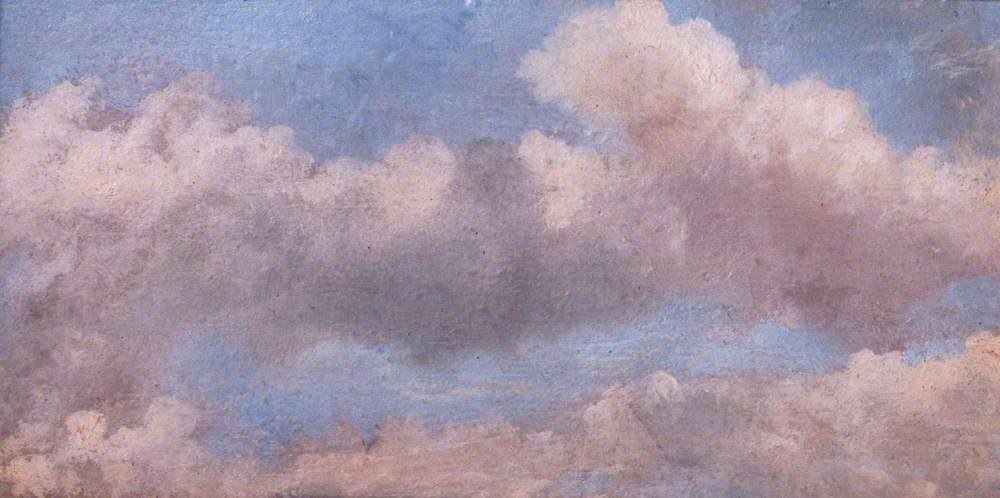
Study of Clouds di John Constable
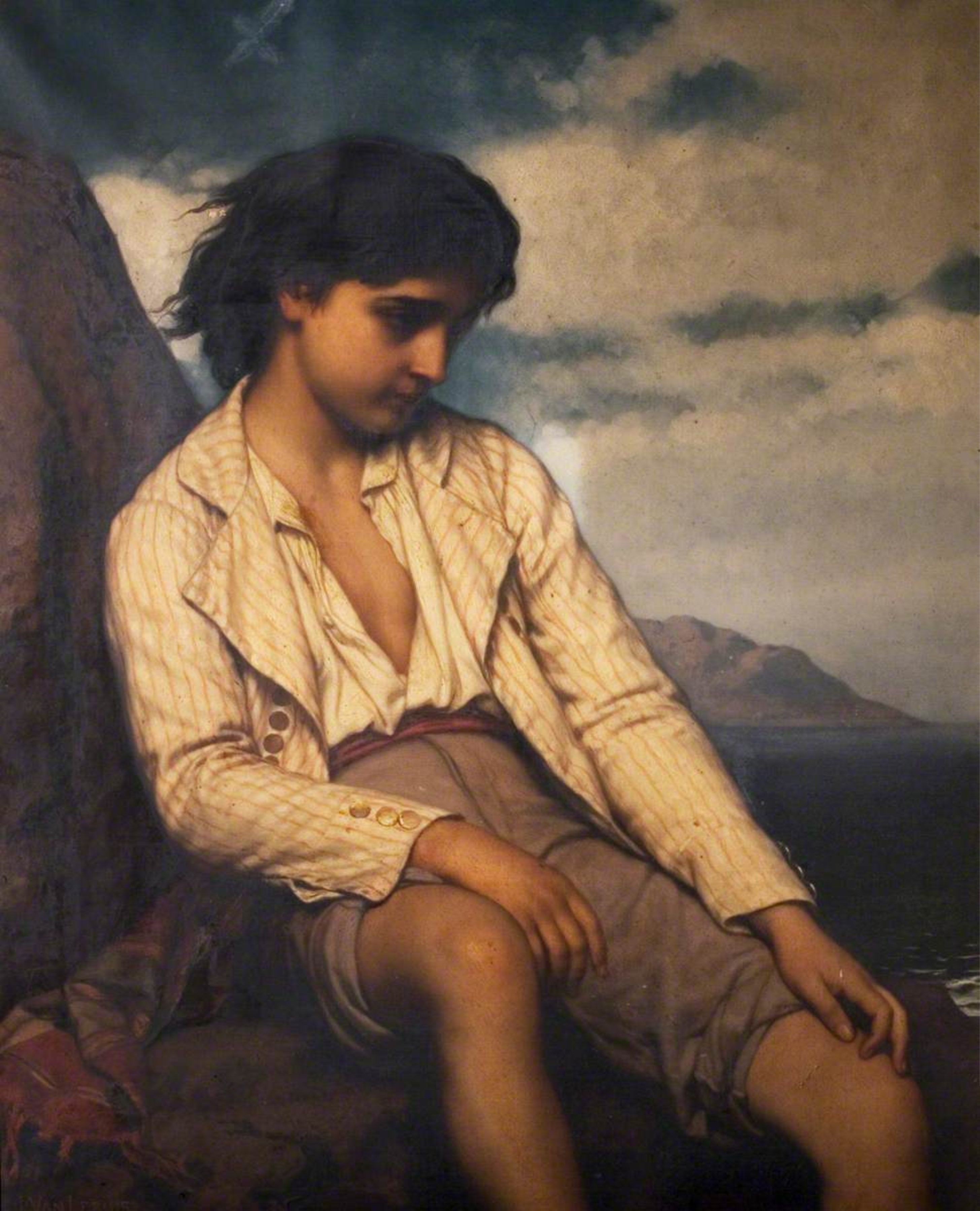
Paul di Jozef van Lerius
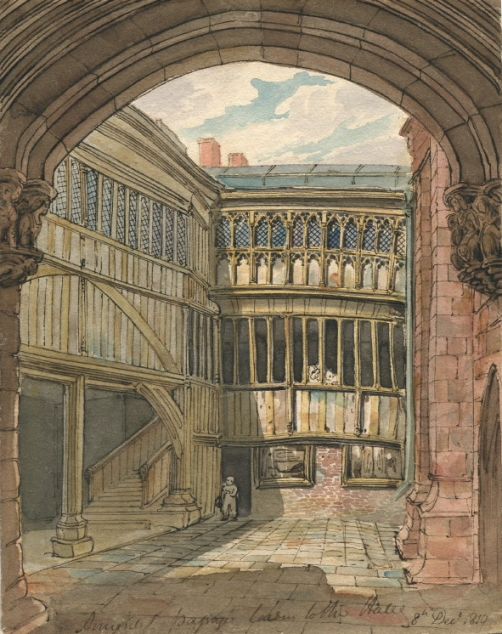
St Mary's Guildhall di William Henry Brooke
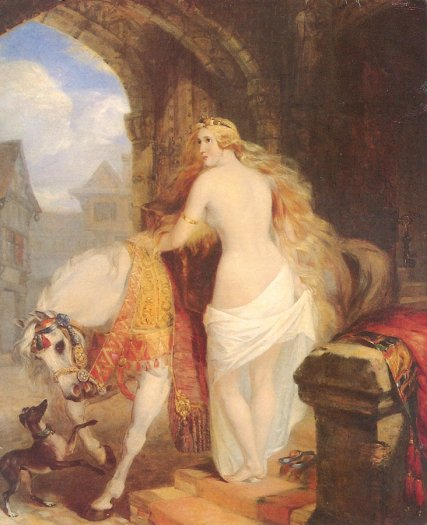
Lady Godiva di Marshall Claxton
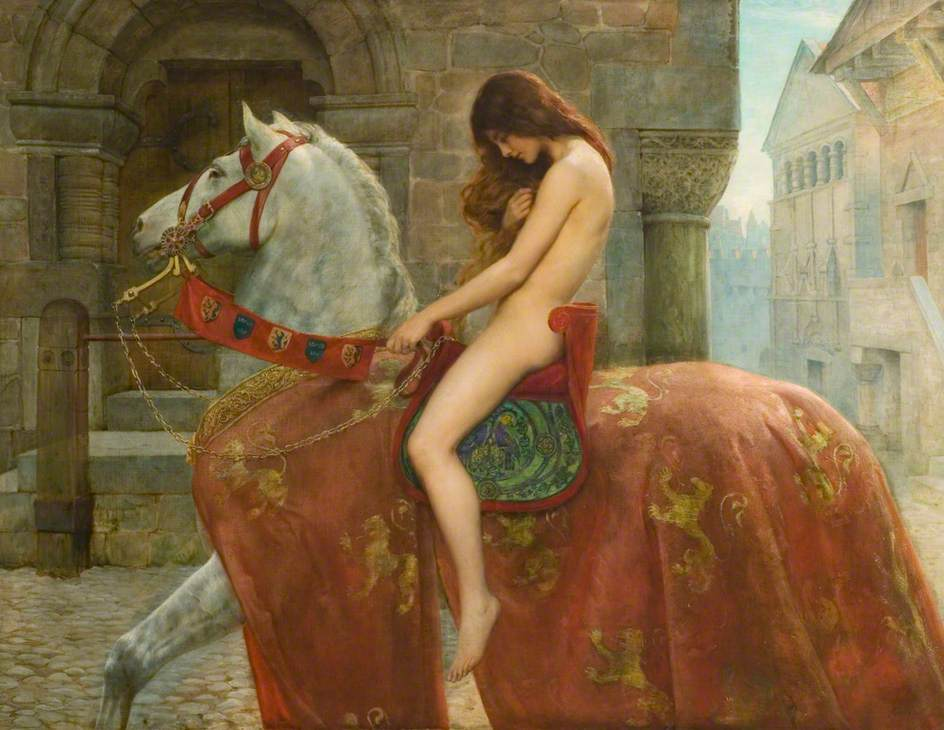
Godiva di John Collier

### Annotazioni
1. ↑  Court leet, nell'Inghilterra medievale, era un tribunale baronale.

### Fonti
1. 1 2  (EN) Mattew Bates, Herbert earns top attraction tag as landmark visit looms, su coventryobserver.co.uk. URL consultato il 26 agosto 2011 (archiviato dall'url originale il 23 marzo 2012).
2. ↑  (EN) We Welcome Our Millionth Visitor Through Our Doors, su theherbert.org. URL consultato il 10 gennaio 2012 (archiviato dall'url originale il 10 gennaio 2012).
3. ↑  (EN) Herbert Art Gallery & Museum, su historiccoventry.co.uk.
4. ↑  (EN) Sir A. Herbert's Gift To Coventry, The Times, 26 ottobre 1938.
5. 1 2 3 4  (EN) James McCarthy, Bright New Look For The Herbert; First Phase Of City Art Gallery Revealed, Coventry Evening Telegraph, 2 settembre 2005.
6. ↑  (EN) Andrew Saint, Gibson, Sir Donald Edward Evelyn (1908–1991), Oxford Dictionary of National Biography, Oxford University Press, 2004.
7. ↑  (EN) Painting Left Insitu Survives The Herbert's Building Works Intact, su culture24.org.uk, 18 luglio 2008.
8. ↑  (EN) Herbert Art Gallery & Museum, su ajbuildingslibrary.co.uk.
9. ↑  (EN) Caroline Wilkinson, The Herbert Art Gallery in Coventry reopens, su leisureopportunities.co.uk, 3 novembre 2008.
10. ↑  (EN) Coventry Herbert Museum and Art Gallery wins Guardian Family Friendly Award 2010, su culture24.org.uk, 1º aprile 2010.
11. ↑  (EN) New and improved gallery spaces at Herbert Art Gallery and Museum, su Coventry City Council, 18 maggio 2021. URL consultato il 16 luglio 2021 (archiviato dall'url originale il 16 luglio 2021).
12. ↑  (EN) Herbert Art Gallery & Museum, su artuk.org.
13. ↑  (EN) Discover Godiva, su theherbert.org.
14. ↑  (EN) Goodiva (Lady Godiva), su coventrycollections.org.
15. ↑  (EN) History Gallery, su theherbert.org.
16. ↑  (EN) Peace & Reconcilliation, su theherbert.org.
17. ↑  (EN) Archaeology, su theherbert.org.
18. ↑  (EN) Natural History, su theherbert.org.
19. ↑  (EN) Social and Industrial History, su theherbert.org.
20. ↑  (EN) Peter Walters, The Little History of Coventry, Cheltenham, The History Press, 2019.
21. ↑  (EN) Letter from Queen Elizabeth I to the Mayor of Coventry regarding the care and imprisonment of Mary, Queen of Scots, su coventrycollections.org.
22. ↑  (EN) Letter from Queen Anne (Anne Boleyn), su theherbert.org.
23. ↑  (EN) George Eliot collection, su theherbert.org.